# Athlone Stadium
L'Athlone Stadium, situé à Athlone sur les Cape Flats au Cap, en Afrique du Sud, est principalement destiné à la pratique du football.
C'est le stade résident du Cape Town Spurs Football Club, club qui évolue en National First Division, la deuxième division sud-africaine.
Inauguré en 1972, sa capacité est de 34 000 places.
Le stade a été rénové et modernisé à l'occasion de la Coupe du monde de football 2010, afin de l'utiliser comme terrain d'entraînement. Le coût estimé de la mise à niveau était de 297 millions de rands.
Le stade est retenu pour organiser la 14e édition du Championnat du monde junior de rugby à XV 2024, organisé par World Rugby du 29 juin au 19 juillet 2024.